# 阮氏宗祠 (镇海区)
29°55′53.4″N 121°38′49.8″E / 29.931500°N 121.647167°E
阮氏宗祠是浙江省宁波市一座祠堂，位于镇海区庄市街道永旺村倪家8号。宗祠由宁波商人阮雯衷出资建造于民国初年，由门楼、厅堂和东西厢房组成，占地面积732平方米。所有建筑均为硬山顶，其中门楼面阔五间，深五柱六檩。厅堂面阔五间，深五柱九檩。东西厢房面阔三间，深二柱五檩。门楼和厢房均为二层楼房。建筑牛腿、雀替、月梁等构件多有雕刻并贴金。2023年9月1日公布为宁波市文物保护单位。